# Rhynchospora armerioides
Rhynchospora armerioides är en halvgräsart som beskrevs av Jan Svatopluk Presl och Karel Presl. Rhynchospora armerioides ingår i släktet småag, och familjen halvgräs. Inga underarter finns listade i Catalogue of Life.